# Aditya Mehta
Aditya Mehta (ur. 31 października 1985 w Maharasztrze, Indie) – indyjski snookerzysta.

## Kariera
Aditya Mehta jest pierwszym i jak na razie jedynym indyjskim profesjonalnym snookerzystą, który został nominowany do gry w Main Tourze. W gronie zawodowców znalazł się w roku 2008/2009, ale wypadł z niego pod koniec sezonu. W sezonie 2011/2012 odzyskał miejsce w Main Tourze będąc nominowanym graczem z kontynentu azjatyckiego. W 2006 na Igrzyskach Azjatyckich w Doha, sięgnął po brązowy medal w snookerze drużynowym mężczyzn.
Aditya zdobył odpowiednio srebrny i brązowy medal w drużynie mężczyzn i singlu mężczyzn, w IA 2010, która odbyła się w Kantonie w Chinach.
Podczas European Tour 2014/2015 – Turniej 2 zdobył swojego pierwszego brejka maksymalnego. Dokonał tego podczas meczu ze Stephenem Maguire’em.
W roku 2012 został laureatem nagrody Arjuna Award.